# Том Стеллард
Том Стеллард  (англ. Tom Stallard, 11 вересня 1978) - колишній британський веслувальник, олімпійський медаліст. Він здобув срібну медаль на літніх Олімпійських іграх 2008 за Велику Британію у вісімці. У період з 1999 по 2002 роки він виступав з Cambridge Blue Boat (CUBC) в університетських гонках на човнах, здобувши перемоги в 1999 і 2001 роках. У сезоні 2002 року він був президентом CUBC.
Після завершення кар'єри Стеллард працював у команді Макларен Формули-1 як гоночний інженер Дженсона Баттона, Стоффеля Вандорна, Карлоса Сайнса-молодшого, а зараз Данієля Ріккардо.

## Виступи на Олімпіадах
| Олімпіада  | Дисципліна                     | Місце |
| ---------- | ------------------------------ | ----- |
| Афіни 2004 | вісімка розстібна зі стерновим | 9     |
| Пекін 2008 | вісімка розстібна зі стерновим |       |